# Ray Kroc

Ray Kroc, 1976

Raymond Albert „Ray“ Kroc (* 5. Oktober 1902 in Oak Park, Illinois; † 14. Januar 1984 in San Diego, Kalifornien) war Gründer der McDonald’s Corporation. Das erste McDonald’s-Restaurant wurde jedoch von den Brüdern Richard „Dick“ und Maurice „Mac“ McDonald gegründet. Der Sohn von Alois Kroc aus Břasy (heute Tschechien) trug den Spitznamen „The Hamburger King“ und schaffte es in die „Liste der 100 einflussreichsten Personen des 20. Jahrhunderts“ des Time-Magazines. Er erwirtschaftete während seiner Lebenszeit ein Vermögen von 500 Millionen US-Dollar.

## Leben
Kurz vor Ende des Ersten Weltkriegs gab sich der erst 15-jährige Kroc als älter aus, um sich als Ambulanzfahrer rekrutieren zu lassen; der Krieg endete jedoch bereits vor Abschluss seiner Ausbildung. In den 1930ern handelte er als Vertreter mit Pappbechern. Ende der 1930er wechselte Kroc aus dem sicheren Job und zog durch das Land, um sein Küchenzubehör, darunter seinen Multi-Mixer, unter die Leute zu bringen. 1954 wurde Kroc auf die Brüder Richard und Maurice McDonald aufmerksam, als sie in einem Auftrag gleich sechs seiner Milchshake-Mixer nachbestellten, worauf er sie in ihrem Restaurant California Diner in San Bernardino aufsuchte.
In der Hoffnung, von dem Erfolg der Brüder zu profitieren, erkaufte sich Kroc die Franchising-Rechte, um sein eigenes McDonald’s-Restaurant in Des Plaines, Illinois zu eröffnen. Die Milchshakes, Pommes frites und Hamburger waren genauso ein Erfolg in Illinois wie in Kalifornien. 1961 kaufte er das Unternehmen der McDonald-Brüder für 2,7 Millionen US-Dollar und eröffnete Restaurants rund um die Welt. Einen Teil der Rechte hatten die Brüder McDonald an einen Hersteller von Eiscreme verkauft, die Kroc zurückkaufte. So eröffnete er eine Filiale gegenüber dem ersten Restaurant der Brüder McDonald und drängte sie aus dem Geschäft. 1977 schrieb er seine Autobiografie Grinding It Out und bezeichnete sich als Gründer von McDonald’s. Kroc starb 1984 im Alter von 81 Jahren an Herzversagen.
Kroc war in dritter Ehe mit der Philanthropin Joan Kroc verheiratet, welche unter anderem für ihr soziales Engagement bekannt war.

## Veröffentlichungen
- Grinding it Out: The Making of McDonald’s. St. Martin’s Publishing Group 1977.
- Die wahre Geschichte von McDonald’s. mit Robert Anderson, Finanzbuch Verlag FBV 2017, ISBN 978-3-95972-057-1.

## Rezeption
- Der britische Musiker Mark Knopfler schrieb auf Basis von Ray Krocs Erfolgsgeschichte den Song Boom, Like That, der auf seinem Album „Shangri-la“ zu finden ist.
- Der Film The Founder (2016) widmet sich der Entstehungsgeschichte der McDonald’s Corporation unter der Führung Krocs.[3] Als Ray Kroc ist Michael Keaton zu sehen.
- Die Journalistin Lisa Napoli hat sich in ihrem Buch „Ray & Joan: The Man Who Made the McDonald’s Fortune and the Woman Who Gave It All Away“ mit dem Leben des Ehepaares Ray und Joan Kroc auseinandergesetzt.[4]